# Bactrocera nigricula
Bactrocera nigricula är en tvåvingeart som först beskrevs av Drew 1989.  Bactrocera nigricula ingår i släktet Bactrocera och familjen borrflugor. Inga underarter finns listade.